# Los Rodarte
Los Rodarte är en ort i Mexiko.   Den ligger i kommunen Jerez och delstaten Zacatecas, i den centrala delen av landet, 500 km nordväst om huvudstaden Mexico City. Los Rodarte ligger 2 106 meter över havet och antalet invånare är 144.
Terrängen runt Los Rodarte är platt åt sydost, men åt nordväst är den kuperad. Runt Los Rodarte är det ganska glesbefolkat, med 31 invånare per kvadratkilometer. Närmaste större samhälle är Jerez de García Salinas, 10,9 km söder om Los Rodarte. Trakten runt Los Rodarte består till största delen av jordbruksmark.